# Giải BAFTA lần thứ 57
Giải BAFTA lần thứ 57 được trao bởi Viện Hàn lâm Nghệ thuật Điện ảnh và Truyền hình Anh Quốc năm 2004 để tôn vinh những bộ phim xuất sắc nhất năm 2003.
Chúa tể những chiếc nhẫn: Sự trở lại của nhà vua đoạt giải Phim hay nhất, Kịch bản chuyển thể, Quay phim, Hiệu ứng hình ảnh xuất sắc nhất và Giải thưởng của khán giả. Lạc lối ở Tokyo đem về hai giải Nam và Nữ diễn viên chính xuất sắc nhất cho Bill Murray và Scarlett Johansson. Bill Nighy đoạt giải Nam diễn viên phụ xuất sắc nhất cho phim Yêu thực sự còn Renée Zellweger đoạt giải Nữ diễn viên phụ xuất sắc nhất với phim Núi lạnh. Touching the Void do Andrew Eaton làm đạo diễn được chọn là phim Anh hay nhất năm 2003.

## Chiến thắng và đề cử

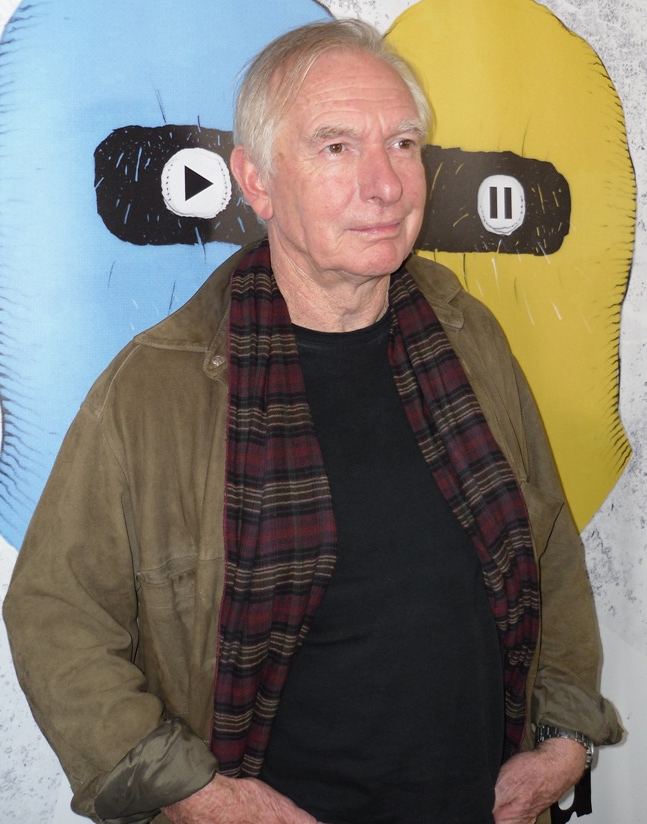
Peter Weir, Đạo diễn xuất sắc nhất

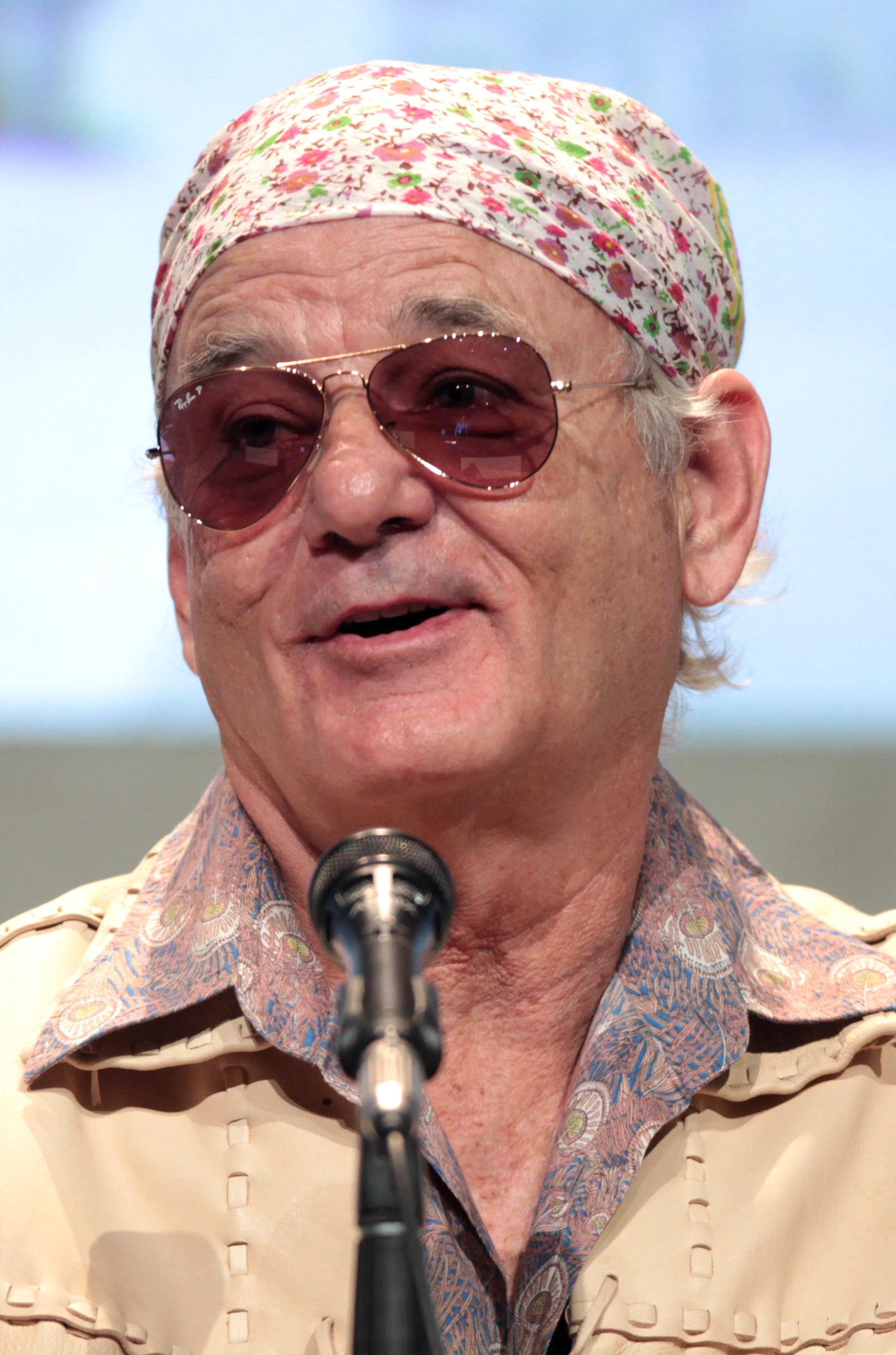
Bill Murray, Nam diễn viên chính xuất sắc nhất

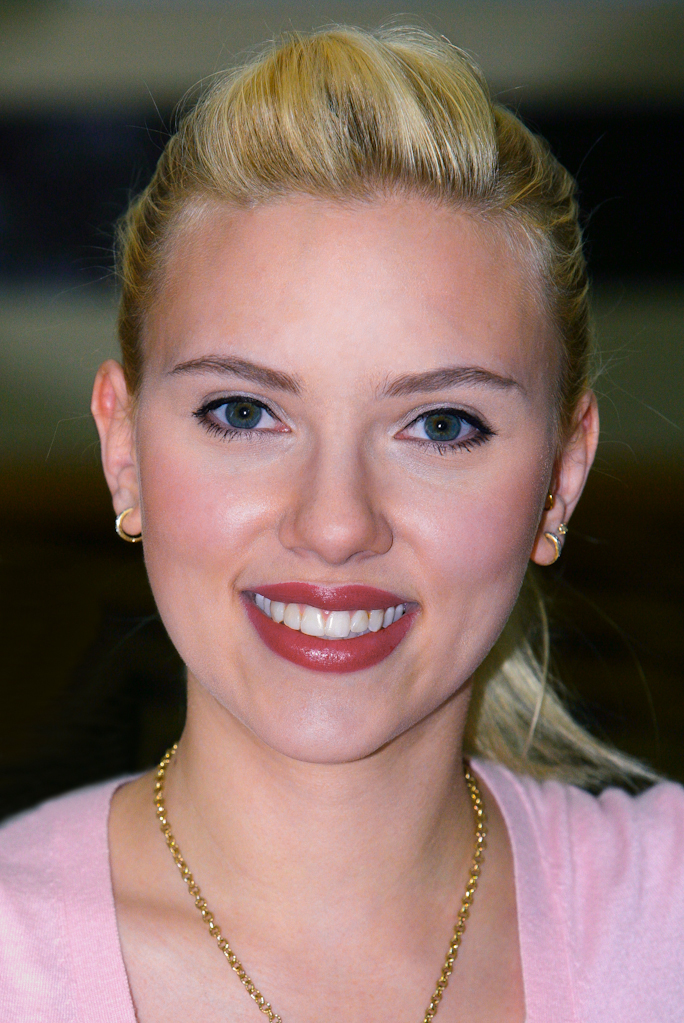
Scarlett Johansson, Nữ diễn viên chính xuất sắc nhất

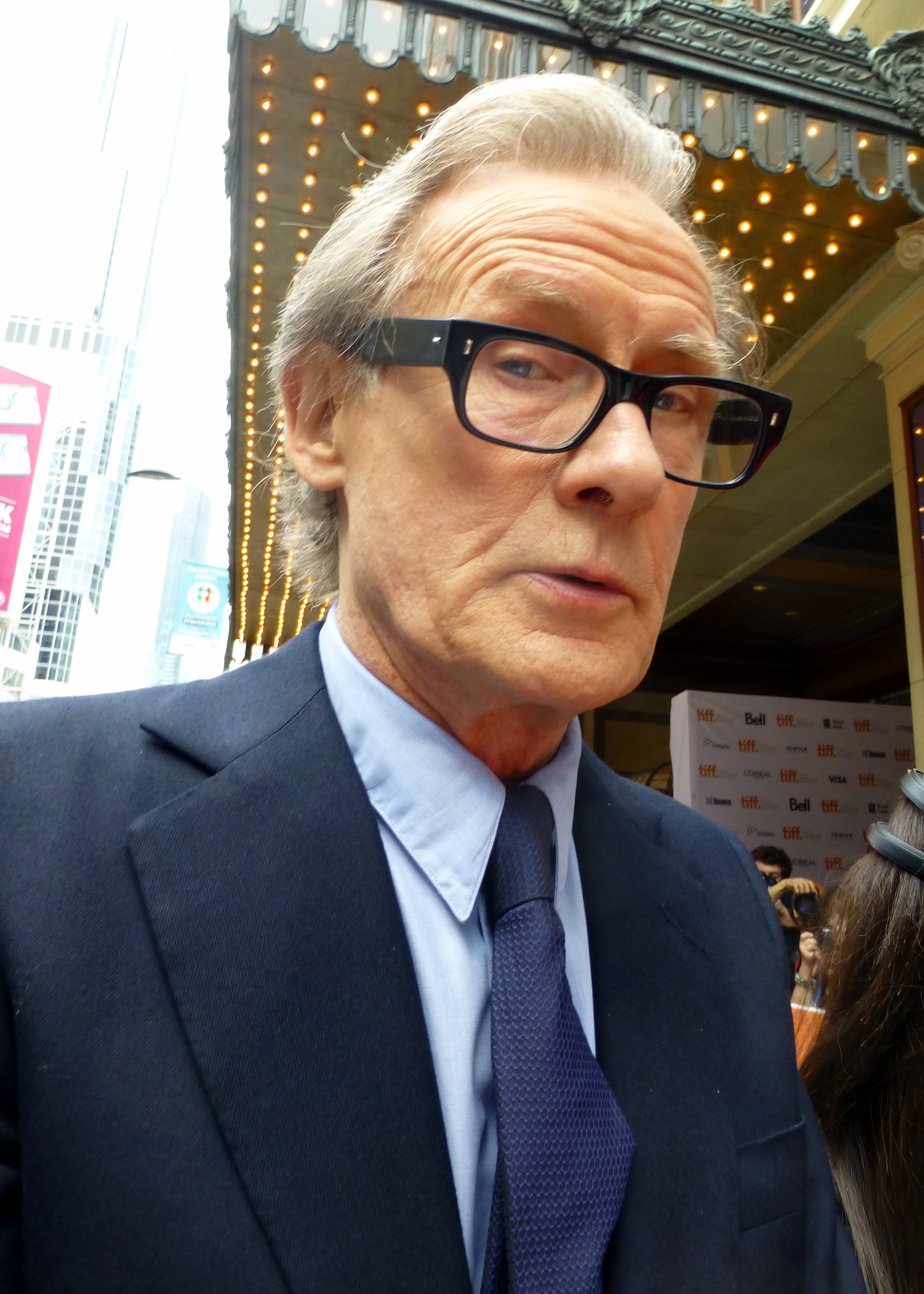
Bill Nighy, Nam diễn viên phụ xuất sắc nhất

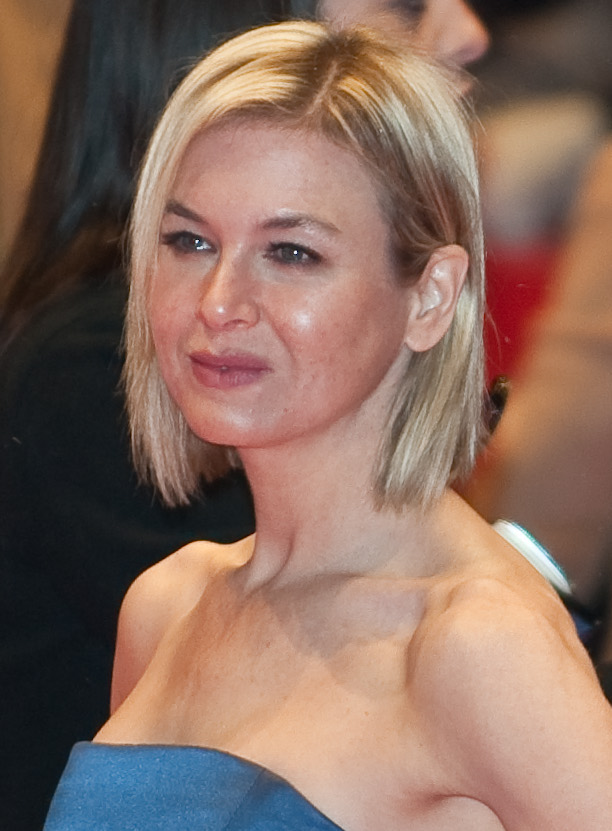
Renée Zellweger, Nữ diễn viên phụ xuất sắc nhất

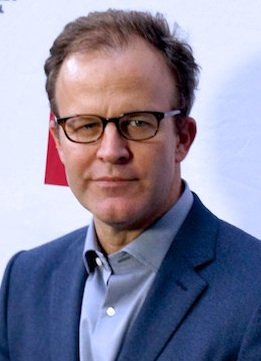
Tom McCarthy, Kịch bản gốc xuất sắc nhất

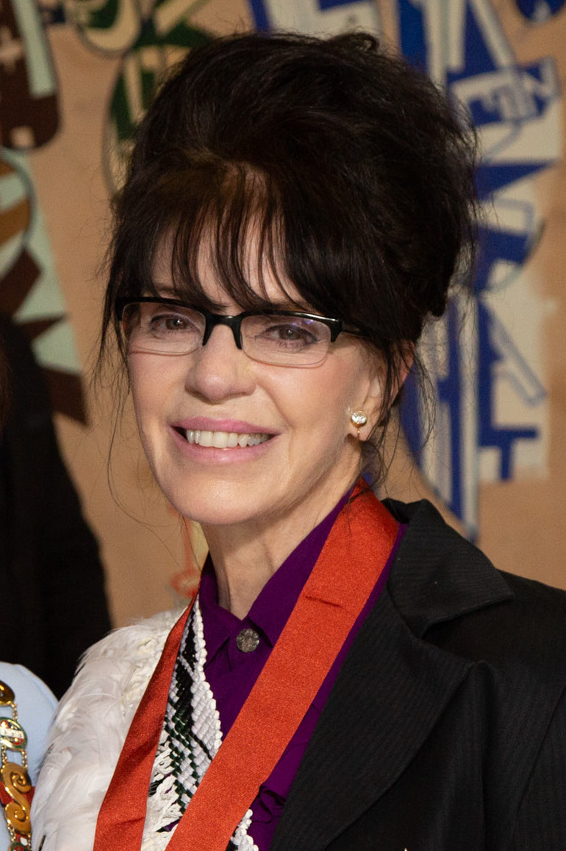
Fran Walsh, đồng Kịch bản chuyển thể xuất sắc nhất

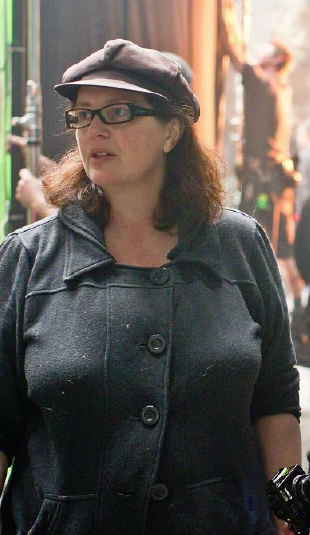
Philippa Boyens, đồng Kịch bản chuyển thể xuất sắc nhất

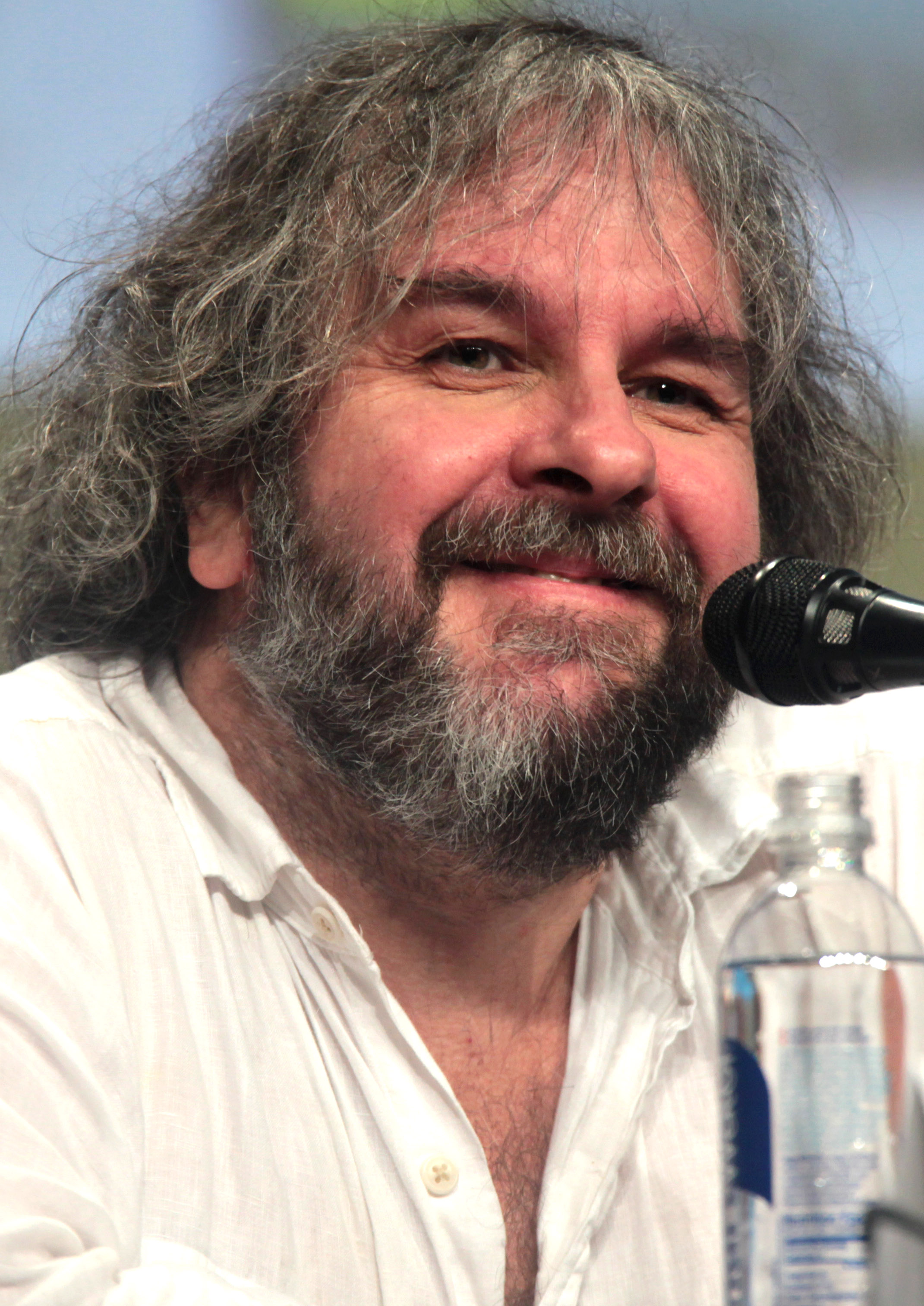
Peter Jackson, đồng Kịch bản chuyển thể xuất sắc nhất

| Phim hay nhất Chúa tể những chiếc nhẫn: Sự trở lại của nhà vua – Barrie M. Osborne, Fran Walsh và Peter Jackson - Big Fish – Bruce Cohen, Dan Jinks và Richard D. Zanuck - Núi lạnh – Sydney Pollack, William Horberg, Albert Berger và Ron Yerxa - Lạc lối ở Tokyo – Sofia Coppola và Ross Katz - Master and Commander: The Far Side of the World – Samuel Goldwyn Jr., Peter Weir và Duncan Henderson | Đạo diễn xuất sắc nhất Peter Weir – Master and Commander: The Far Side of the World - Anthony Minghella – Núi lạnh - Peter Jackson – Chúa tể những chiếc nhẫn: Sự trở lại của nhà vua - Sofia Coppola – Lạc lối ở Tokyo - Tim Burton – Big Fish |
| Nam diễn viên chính xuất sắc nhất Bill Murray – Lạc lối ở Tokyo vai Bob Harris - Benicio del Toro – 21 Grams vai Jack Jordan - Johnny Depp – Cướp biển vùng Caribbean: Lời nguyền của tàu Ngọc Trai Đen vai Jack Sparrow - Jude Law – Núi lạnh vai W. P. Inman - Sean Penn – 21 Grams vai Paul Rivers - Sean Penn – Mystic River vai James Markum | Nữ diễn viên chính xuất sắc nhất Scarlett Johansson – Lạc lối ở Tokyo vai Charlotte - Anne Reid – The Mother vai May - Naomi Watts – 21 Grams vai Cristina Peck - Scarlett Johansson – Girl with a Pearl Earring vai Griet - Uma Thurman – Kill Bill: Volume 1 vai The Bride |
| Nam diễn viên phụ xuất sắc nhất Bill Nighy – Yêu thực sự vai Billy Mack - Albert Finney – Big Fish vai Edward Bloom - Ian McKellen – Chúa tể những chiếc nhẫn: Sự trở lại của nhà vua vai Gandalf - Paul Bettany – Master and Commander: The Far Side of the World vai Stephen Maturin - Tim Robbins – Mystic River vai Dave Boyle | Nữ diễn viên phụ xuất sắc nhất Renée Zellweger – Núi lạnh vai Ruby Thewes - Emma Thompson – Yêu thực sự vai Karen - Holly Hunter – Thirteen vai Melanie Freeland - Judy Parfitt – Girl with a Pearl Earring vai Maria Thins - Laura Linney – Mystic River vai Annabeth Markum |
| Kịch bản gốc xuất sắc nhất The Station Agent – Tom McCarthy - 21 Grams – Guillermo Arriaga - The Barbarian Invasions – Denys Arcand - Đi tìm Nemo – Andrew Stanton, Bob Peterson và David Reynolds - Lạc lối ở Tokyo – Sofia Coppola | Kịch bản chuyển thể xuất sắc nhất Chúa tể những chiếc nhẫn: Sự trở lại của nhà vua – Fran Walsh, Philippa Boyens và Peter Jackson - Big Fish – John August - Núi lạnh – Anthony Minghella - Girl with a Pearl Earring – Olivia Hetreed - Mystic River – Brian Helgeland |
| Quay phim xuất sắc nhất Chúa tể những chiếc nhẫn: Sự trở lại của nhà vua – Andrew Lesnie - Núi lạnh – John Seale - Girl with a Pearl Earring – Eduardo Serra - Lạc lối ở Tokyo – Lance Acord - Master and Commander: The Far Side of the World – Russell Boyd | Thiết kế phục trang xuất sắc nhất Master and Commander: The Far Side of the World – Wendy Stites - Núi lạnh – Ann Roth và Carlo Poggioli - Girl with a Pearl Earring – Dien Van Straalen - Chúa tể những chiếc nhẫn: Sự trở lại của nhà vua – Ngila Dickson và Richard Taylor - Cướp biển vùng Caribbean: Lời nguyền của tàu Ngọc Trai Đen – Penny Rose |
| Dựng phim xuất sắc nhất Lạc lối ở Tokyo – Sarah Flack - 21 Grams – Stephen Mirrione - Núi lạnh – Walter Murch - Kill Bill: Volume 1 – Sally Menke - Chúa tể những chiếc nhẫn: Sự trở lại của nhà vua – Jamie Selkirk | Hóa trang và làm tóc xuất sắc nhất Cướp biển vùng Caribbean: Lời nguyền của tàu Ngọc Trai Đen – Ve Neill và Martin Samuel - Big Fish – Jean Ann Black và Paul LeBlanc - Núi lạnh – Paul Engelen và Ivana Primorac - Girl with a Pearl Earring – Jenny Shircore - Chúa tể những chiếc nhẫn: Sự trở lại của nhà vua – Richard Taylor, Peter King và Peter Owen |
| Nhạc phim hay nhất Núi lạnh – Gabriel Yared và T Bone Burnett - Girl with a Pearl Earring – Alexandre Desplat - Kill Bill: Volume 1 – RZA - Chúa tể những chiếc nhẫn: Sự trở lại của nhà vua – Howard Shore - Lạc lối ở Tokyo – Kevin Shields và Brian Reitzell | Thiết kế sản xuất xuất sắc nhất Master and Commander: The Far Side of the World – William Sandell - Big Fish – Dennis Gassner - Núi lạnh – Dante Ferretti - Girl with a Pearl Earring – Ben Van Os - Chúa tể những chiếc nhẫn: Sự trở lại của nhà vua – Grant Major |
| Âm thanh xuất sắc nhất Master and Commander: The Far Side of the World – Richard King, Doug Hemphill, Paul Massey và Art Rochester - Núi lạnh – Eddy Joseph, Ivan Sharrock, Walter Murch, Mike Prestwood Smith và Matthew Gough - Kill Bill: Volume 1 – Michael Minkler, Myron Nettinga, Wylie Stateman và Mark Ulano - Chúa tể những chiếc nhẫn: Sự trở lại của nhà vua – Ethan Van der Ryn, Mike Hopkins, David Farmer, Christopher Boyes, Michael Hedges, Michael Semanick và Hammond Peek - Cướp biển vùng Caribbean: Lời nguyền của tàu Ngọc Trai Đen – Christopher Boyes, George Watters II, Lee Orloff, David Parker và David E. Campbell | Hiệu ứng hình ảnh đặc biệt xuất sắc nhất Chúa tể những chiếc nhẫn: Sự trở lại của nhà vua – Joe Letteri, Jim Rygiel, Randall William Cook và Alex Funke - Big Fish – Kevin Mack, Seth Maury, Lindsay MacGowan và Paddy Eason - Kill Bill: Volume 1 – Tommy Tom, Tam Kia Kwan, Leung Wai Kit và Jaco Wong Hin Leung - Master and Commander: The Far Side of the World – Stefen Fangmeier, Nathan McGuinness, Robert Stromberg và Dan Sudick - Cướp biển vùng Caribbean: Lời nguyền của tàu Ngọc Trai Đen – John Knoll, Hal Hickel, Terry Frazee và Charles Gibson |
| Phim Anh hay nhất Touching the Void – John Smithson và Kevin Macdonald - Núi lạnh – Sydney Pollack, William Horberg, Albert Berger, Ron Yerxa và Anthony Minghella - Girl with a Pearl Earring – Andy Paterson, Anand Tucker và Peter Webber - In This World – Andrew Eaton, Anita Overland và Michael Winterbottom - Yêu thực sự – Duncan Kenworthy, Tim Bevan, Eric Fellner và Richard Curtis | Đạo diễn, Biên kịch, Nhà sản xuất đầu tay người Anh nổi bật Kiss of Life – Emily Young (Biên kịch/Đạo diễn) - American Cousins – Sergio Casci (Biên kịch) - Girl with a Pearl Earring – Peter Webber (Đạo diễn) - To Kill a King – Jenny Mayhew (Biên kịch) |
| Phim hoạt hình ngắn hay nhất Jo Jo in the Stars – Sue Goffe và Marc Craste - Dad's Dead – Maria Manton và Chris Shepherd - Dear Sweet Emma – John Cernok - Nibbles – Ron Diamond và Christopher Hinton - Plumber – Randi Yaffa, Andy Knight và Richard Rosenman | Phim ngắn hay nhất Brown Paper Bag – Natasha Carlish, Mark Leveson, Michael Baig Clifford và Geoff Thompson - Bye-Child – Andrew Bonner và Bernard MacLaverty - Nits – George Isaac và Harry Wootliff - Sea Monsters – Matt Delargy, Mark Walker và Raphael Smith - Talking with Angels – Michael Knowles, Janey de Nordwall và Yousaf Ali Khan |
| Phim không nói tiếng Anh hay nhất In This World – Andrew Eaton, Anita Overland và Michael Winterbottom - The Barbarian Invasions – Denise Robert, Daniel Louis và Denys Arcand - Good Bye, Lenin! – Stefan Arndt và Wolfgang Becker - Sen và Chihiro ở thế giới thần bí – Suzuki Toshio và Miyazaki Hayao - To Be and to Have – Gilles Sandoz và Nicolas Philibert - The Triplets of Belleville – Didier Brunner và Sylvain Chomet | |

## Thống kê
| Số lượng | Phim                                                       |
| -------- | ---------------------------------------------------------- |
| 13       | Núi lạnh                                                   |
| 12       | Chúa tể những chiếc nhẫn: Sự trở lại của nhà vua           |
| 10       | Girl with a Pearl Earring                                  |
| 8        | Lạc lối ở Tokyo                                            |
| 8        | Master and Commander: The Far Side of the World            |
| 7        | Big Fish                                                   |
| 5        | 21 Grams                                                   |
| 5        | Kill Bill: Volume 1                                        |
| 5        | Cướp biển vùng Caribbean: Lời nguyền của tàu Ngọc Trai Đen |
| 4        | Mystic River                                               |
| 3        | Yêu thực sự                                                |
| 2        | The Barbarian Invasions                                    |
| 2        | In This World                                              |

| Số lượng | Phim                                             |
| -------- | ------------------------------------------------ |
| 4        | Chúa tể những chiếc nhẫn: Sự trở lại của nhà vua |
| 4        | Master and Commander: The Far Side of the World  |
| 3        | Lạc lối ở Tokyo                                  |
| 2        | Núi lạnh                                         |